# ديلان تايلور
ديلان تايلور هو ممثل كندي، ولد في 9 يوليو 1981 في كندا.

## أعمال

### أفلام
- (2008) هولك الخارق[4][5][6][7]

## وصلات خارجية
- ديلان تايلور على موقع IMDb (الإنجليزية)
- ديلان تايلور على موقع ألو سيني (الفرنسية)
- ديلان تايلور على موقع أول موفي (الإنجليزية)
- ديلان تايلور على موقع قاعدة بيانات الفيلم (الإنجليزية)
- ديلان تايلور على موقع كينوبويسك (الروسية)